# Xylinophylla ochrea
Xylinophylla ochrea är en fjärilsart som beskrevs av W. Warren 1898. Xylinophylla ochrea ingår i släktet Xylinophylla och familjen mätare. Inga underarter finns listade i Catalogue of Life.